# Fritillaria przewalskii
Fritillaria przewalskii là một loài thực vật có hoa trong họ Liliaceae. Loài này được Maxim. ex Batalin. miêu tả khoa học đầu tiên năm 1893.